# Simplon (metropolitana di Parigi)
Simplon è una stazione della linea 4 della metropolitana di Parigi.

## La stazione

### Origine del nome
Il nome della stazione ha origine dalla rue du Simplon (Sempione), che a sua volta riporta il nome di un passo delle Alpi, il Sempione, situato a 2.005 metri in Svizzera fra il Vallese ed il Piemonte. Per superare questo passo, Napoleone fece costruire una strada nel 1807, nelle cui prossimità venne costruito, nel 1906 e raddoppiato nel 1922, il tunnel ferroviario del Sempione che collega la Svizzera all'Italia.

### Storia
La stazione venne aperta il 21 aprile 1908.

### Accessi
- 27, boulevard Ornano
- 36, boulevard Ornano
- 38, boulevard Ornano

## L'incendio

### Il fatto
Il 6 agosto 2005, alle 16:42, il macchinista di un treno MP 59 diretto a Porte d'Orléans, entrando in stazione si accorse della fuoriuscita di fumo da sotto la quinta vettura del convoglio proveniente dall'altra direzione. Avvertì a mezzo radio il responsabile del controllo e venne tolta immediatamente la corrente dalla linea elettrica di alimentazione e dato l'ordine di evacuazione dei due treni.
Alcuni minuti dopo le fiamme avvolsero la quinta carrozza coinvolgendo nell'incendio anche il treno diretto nell'opposta direzione di marcia. Nonostante il pronto intervento dei vigili del fuoco, le fiamme si svilupparono ed investirono i due treni completamente e l'incendio poté essere domato soltanto verso le 18:00.
La propagazione dei fumi costrinse alla chiusura al traffico gran parte della linea 4, fra le stazioni di Porte de Clignancourt e Réaumur - Sébastopol oltre che all'evacuazione della vicina stazione di Marcadet — Poissonniers. Lo stesso dovette essere effettuato su una parte della linea 12 fra le stazioni di Trinité-d'Estienne d'Orves e Porte de la Chapelle a causa della connessione con la linea.
Soltanto 19 persone subirono una leggera intossicazione per i fumi sprionatisi dall'incendio (un viaggiatore e diciotto agenti della RATP).
La stazione dovette essere chiusa al traffico per i lavori di ripristino e venne riaperta soltanto nel febbraio del 2006.

## Interconnessioni
- Bus RATP - 56, 85
- Noctilien - N14, N44